# 지방도 제895호선
지방도 제895호선은 전라남도 보성군 회천면 회령리에서 벌교읍 추동리 추동삼거리를 잇는 전라남도의 지방도이다.
1985년에는 노선명이 '회천 ~ 겸백선'이었으며 1995년 12월 8일 노선을 연장하면서 '회천 ~ 외서선'이 되었다. 2003년 3월 27일 노선명을 '회천 ~ 벌교선'으로 변경했다.

## 연혁
- 1985년 12월 23일 : 기점을 '보성군 회천면 회령리', 종점을 '보성군 복내면 용전리'로 명시하고 도로개량이 완료된 장성군 장성읍 야은리 ~ 북일면 문암리 11.5km 구간 도로예정지 해제[1]
- 1989년 6월 12일 : 1992년 3월까지 1991년 5월까지 웅치 도로(보성군 보성읍 원봉리 ~ 웅치면 봉산리) 10.472km 구간 확포장공사 계획을 공고[2][3]
- 1991년 4월 12일 : 1993년 4월까지 회천 ~ 웅치간 도로(보성군 웅치면 봉산리 ~ 회천면 회령리) 6.467km 구간과 1994년 4월까지 겸백 ~ 미력간 도로(보성군 겸백면 은덕리 ~ 미력면 용문리) 11.627km 구간 확포장공사 계획을 공고[4]
- 1992년 1월 27일 : 보성군 웅치면 봉산리 ~ 회천면 회령리 6.467km 구간과 보성군 겸백면 은덕리 ~ 미력면 용문리 11.627km 구간 도로예정지 해제[5]
- 1995년 12월 8일 : 종점을 기존 보성군 복내면 용전리에서 '보성군 벌교읍 추동리'로 연장함. 이에 따라 노선명을 '회천 ~ 겸백선'에서 '회천 ~ 외서선'으로 변경하고 총 연장 57.0km가 됨.[6]
- 1996년 12월 9일 : 1997년 12월까지 웅치교(보성군 보성읍 옥암리 ~ 웅치면 강산리) 460m 구간 도로구역 변경[7]
- 2003년 3월 27일 : 기존 지방도 노선을 폐지하고 새로 지정. 이 때 노선명을 '회천 ~ 외서선'에서 '회천 ~ 벌교선'으로 변경함.[8]
- 2004년 9월 30일 : 2005년 12월까지 용지교(보성군 미력면 용정리) 개축공사를 위해 230m 구간 도로구역 변경[9]
- 2005년 7월 5일 : 2007년 12월까지 칠음지구(보성군 율어면 칠음리, 보성군 보성읍 쾌상리, 보성군 보성읍 옥암리) 개량공사를 위해 1.16km 구간 도로구역 변경[10]
- 2006년 1월 5일 : 용지교 개축공사 기간을 2006년 7월까지 연기[11]
- 2008년 4월 18일 : 2009년 12월까지 중산교(보성군 웅치면 중산리 ~ 강산리) 가설공사를 위해 560m 구간 도로구역 변경[12]
- 2011년 6월 3일 : 2013년 2월까지 보성 겸백지구(보성군 겸백면 운림리) 개량공사를 위해 460m 구간 도로구역 변경[13]

## 주요 경유지
- 보성군
  - 회천면 회령삼거리 - 회령리
  - 웅치면 봉산리 - 중산리 - 웅치면사무소 - 웅치초등학교 - 웅치면중산리교차로 - 웅치면강산리교차로 - 웅치교
  - 보성읍 웅치교 - 옥암리 - 조리교차로 - 원봉삼거리 - 장거리교차로 - 우산사거리 - 동암사거리 - 보성공설운동장 - 용문삼거리 - 차시험장삼거리 - 만평삼거리
  - 미력면 덕림교차로 - 용지교남단 - 용정중학교 - 화방리
  - 겸백면 도안리 - 평호삼거리 - 은덕리 - 운림리 - 용전리 - 율어교
  - 율어면 율어교 - 율어면율어리교차로 - 율어면사무소 - 칠음리 - 이동리 - 주릿재(태백산맥문학비)
  - 벌교읍 주릿재(태백산맥문학비) - 추동리 - 추동삼거리

## 중복 구간
- 보성군 겸백면 율어교남단 ~ 율어면율어리교차로 : 지방도 제845호선과 중복